# Laphystia torpida
Laphystia torpida är en tvåvingeart som beskrevs av Hull 1957. Laphystia torpida ingår i släktet Laphystia och familjen rovflugor.
Artens utbredningsområde är Kalifornien. Inga underarter finns listade i Catalogue of Life.